# ディーオー
株式会社ディーオー（D.O.）は、雄図グループの一員で、アダルトゲームの開発・販売を行っているメーカー。D.O.は「Digital Object」の略。創業は1990年だが、それ以前も「アダルティン」のブランド名で1987年からソフトをリリースしており、アダルトゲーム業界でも老舗の部類に入る。田中ロミオ（当時は山田一）や水無神知宏が在籍していたことで有名。創業当時はまだコンピュータソフトウェア倫理機構もなく規制もゆるい時代で、CGにモザイクがかかったシーンでキーボードの"D"と"O"を押すとモザイクが外れる細工を施していたこともあった。
チャレンジ精神旺盛なブランドとして、音声入力に対応したり、不正コピー対策としてアクティベーションを導入するなどしている。
2006年10月20日に『続妖獣戦記 〜真説・砂塵の黙示録〜』を発売して以降、新作の発売はなく、2009年5月に株式会社コンテンツトラフィックに統合された。
2013年5月には4年ぶりに活動を再開し、PlayStation 3用ソフト『家族計画 Re:紡ぐ糸』の制作を発表した。その後、2016年10月28日には『続妖獣戦記 〜真説・砂塵の黙示録〜』発売以来10年ぶりに『なないろ＊クリップ 〜最後のステージ〜』を発売し、2016年末に活動休止した。

## 作品一覧

### アダルティン時代
- 1987年
  - 7月 - 『いけにえの街』
  - 7月 - 『ロリータバイオレンス』
- 1988年
  - 4月
    - 『バニーちゃんのヒ・ミ・ツ』
    - 『ときめきスポーツギャル』

  - 5月 - 『少女303』
  - 10月 - 『ペンションストーリー 花の清里』
  - 『ときめきスポーツギャル2』
  - 『ときめきスポーツギャル3』

### 2000年まで（主な作品）
- 1990年
  - 『帰り道は危険がいっぱい』

D.O.ブランドのデビュー作で、ときめきスポーツギャルシリーズの設定を流用したRPG。
  - 『ときめきチェリーボックス』

ときめきスポーツギャルシリーズの設定を流用した陣取りゲームで、『妖獣倶楽部』への布石となった作品。
  - 『妖獣倶楽部』
- 1991年 - 『星の砂物語』『ブランマーカー』
- 1992年 - 『DOR』『DOR PART2』『DOR PART3』
- 1993年 - 『Mゥーンライトちゃんリンしゃん』『DOR Special Edition 魁』『DOR Special Edition'93』『妖獣戦記 -A.D.2048-』『続妖獣戦記 -砂塵の黙示録-』
- 1994年 - 『クリスタルリナール -逢魔の迷宮-』『雑音領域』
- 1995年 - 『妖獣戦記2 -黎明の戦士たち-』『ブランマーカー2』
- 1996年 - 『ルージュの伝説』『虜』
- 1997年 - 『虜2』『ブランマーカーツイン』
- 1998年 - 『キミにSteady』『せ・ん・せ・い』
- 1999年 - 『加奈 〜いもうと〜』
- 2000年 - 『星空☆ぷらねっと』『虜2虜』

### 2001年
- 5月25日 - 『プラスチックハネムーン』
- 8月31日 - 『雑音領域（D.O.Classic Vol.1）』
- 9月28日 - 『Crescendo 〜永遠だと思っていたあの頃〜』
- 11月2日 - 『家族計画』
- 12月21日 - 『学園恋愛注意報』

### 2002年
- 3月15日 - 『妖獣クラブ（D.O.Classic Vol.2）』
- 5月31日 - 『Destiny』
- 7月26日 - 『すめらぎの巫女たち』
- 8月30日 - 『妖獣クラブ2（D.O.Classic Vol.3）』
- 11月1日 - 『せ・ん・せ・い 3』
- 12月27日 - 『家族計画 ～絆箱～』

### 2003年
- 2月7日 - 『すめらぎの巫女たち 特別版』
- 6月27日 - 『れすとあ』
- 7月25日 - 『Crescendo 〜永遠だと思っていたあの頃〜 Full Voice Version』
- 10月31日 - 『星空☆ぷらねっと ～夢箱～』
- 11月28日 - 『雪桜』

### 2004年
- 1月23日 - 『ハードラヴ』
- 4月23日 - 『海道』
- 10月15日 - 『夏のひとしずく』
- 12月17日 - 『永劫回帰』

### 2006年
- 2月24日 - 『妖獣戦記 A.D.2048 〜真・説・序・章〜』
- 3月31日 - 『Branmarker 〜シャミー＝リスニィの冒険〜』
- 7月7日 - 『隷嬢倶楽部 〜堕辱の虜囚達〜』
- 10月20日 - 『続妖獣戦記 〜真説・砂塵の黙示録〜』

### 2014年
- 4月25日 - 『プレミアムアーカイブス山田一』
- 12月19日 - 『プレミアムアーカイブス北側寒囲』

### 2016年
- 10月28日 - 『なないろ＊クリップ 〜最後のステージ〜』
- 12月22日 - 『なないろ＊クリップ ～クリスマスパック～』

## 関連人物
- 広崎悠意 - 黎明期を支えた元社員。在籍中は主に原画家、イラストレーターとして活動。退社後は小説家としても活動中。